# The Voice Ahla Sawt
 (mars 2018).
Si vous disposez d'ouvrages ou d'articles de référence ou si vous connaissez des sites web de qualité traitant du thème abordé ici, merci de compléter l'article en donnant les références utiles à sa vérifiabilité et en les liant à la section « Notes et références ».
Pour les articles homonymes, voir The Voice.
The Voice Ahla Sawt (arabe : The Voice أحلى صوت) est une émission de télévision arabe de télé-crochet musical créée en septembre 2012 et diffusée sur LBCI et MBC 1. Elle est adaptée de l'émission musicale néerlandaise The Voice of Holland, créée par le fondateur d'Endemol, John de Mol, et déclinée dans une trentaine de pays. La version arabe, présentée au début par Mohammad Kareem et Nadine Njeim, est l'une des plus regardée dans le monde arabe. L'émission est enregistrée à Beyrouth, Liban, et diffusée sur la chaîne pan-arabe MBC 1 ainsi que sur la chaîne LBC.

## Saison 1
La première saison débuta le 14 septembre 2012, et avait Kadhem Saher (Irak), Assi Al Hillani, Sherine (Égypte) et Saber Rebaï (Tunisie) comme coachs. Le vainqueur de la saison 1 fut le marocain Mourad Bouriki de l'équipe d'Assi. 

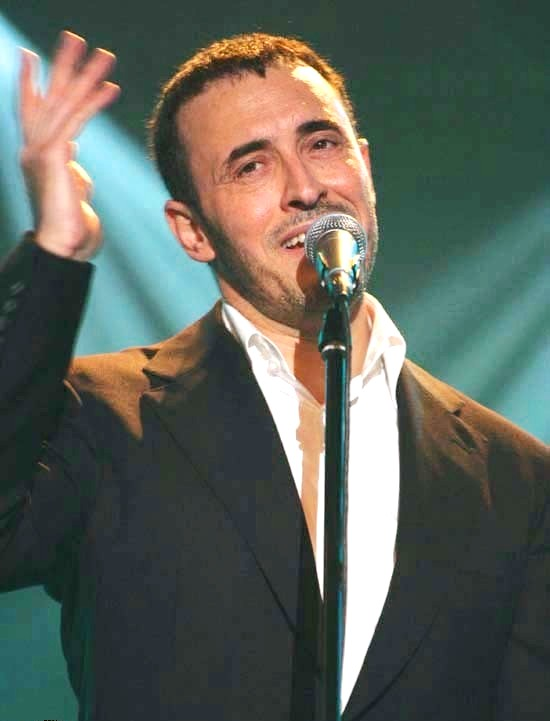
Kadhem Saher coach saisons 1-3
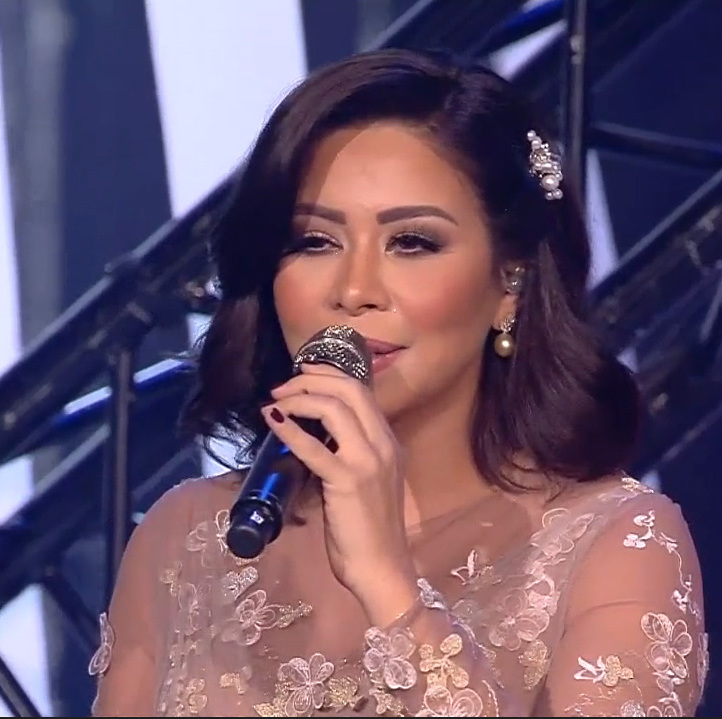
Sherine Abdel Wahhab coache saison 1-3.
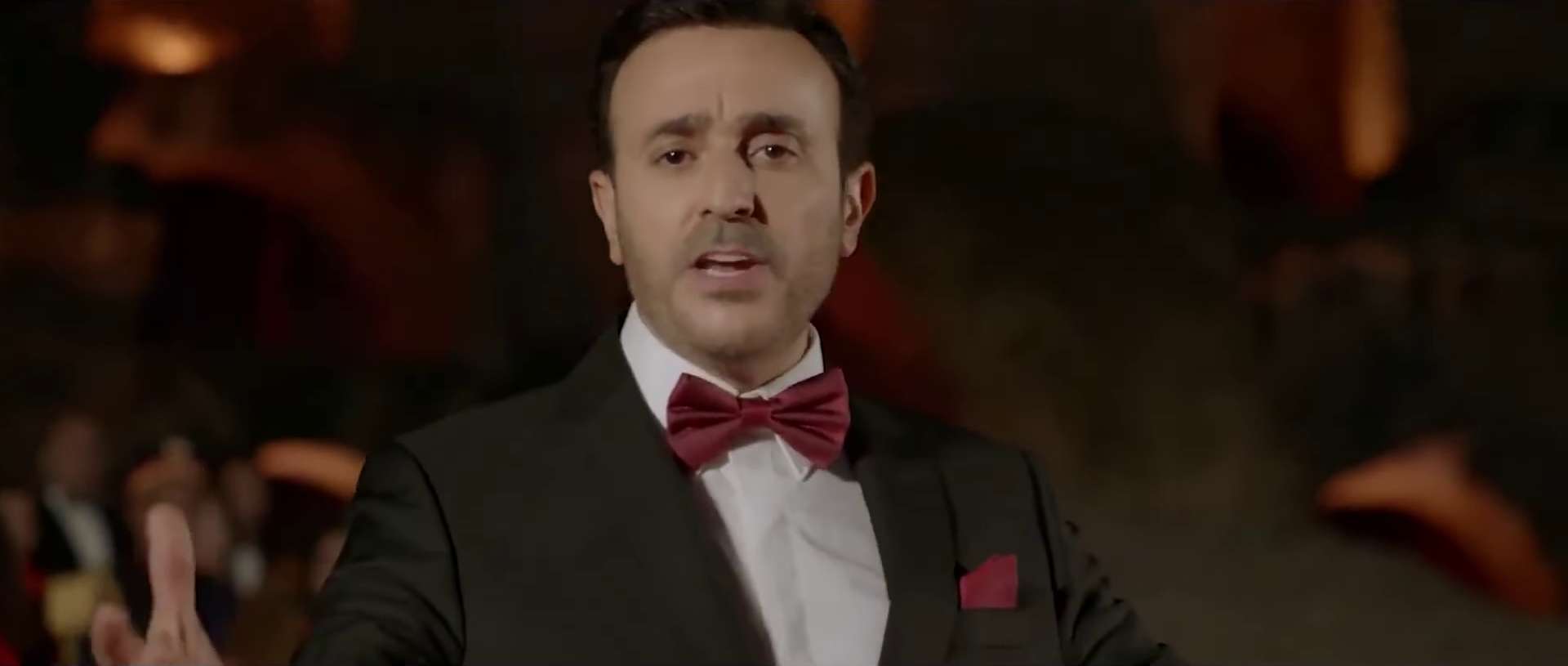
Saber Rebaï, coach saison 1-3

## Saison 2
La saison 2 débuta le 28 décembre 2013, avec la participation de Ricky Martin, l'irakien Saad Sattar de l'équipe de Kadhem remporta la compétition,,.

## Saison 3
Le 26 décembre 2015, la jordanienne Nedaa Sharara de l'équipe de Sherine remporta la compétition. Elle devient la première femme à remporter la compétition. Elle garde son hijab pendant la compétition,. Sherine Abdel Wahhab déclare que la compétition sert à combattre les préjugés sur les personnes du monde arable et musulman.

## Saison 4
La saison 4 débuta le 10 février 2018, avec une nouvelle équipe de coach (mis à part Assi Al Hillani), complétée par Ahlam, Elissa et Mohammed Hamaki. Shaimae Abdelaziz participe aux auditions à l'aveugle. Dumooa Tahseen remporte la compétition.

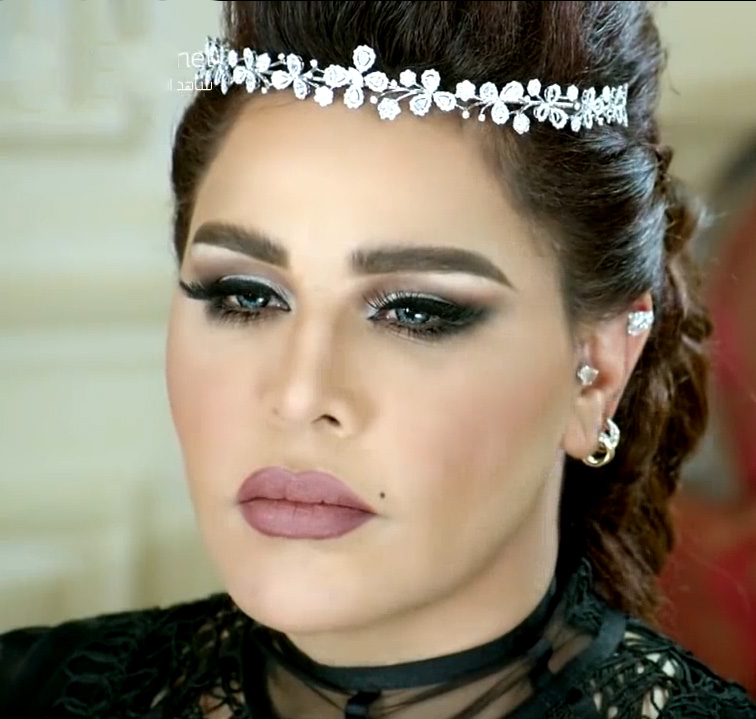
Ahlam, coache saison 4-5
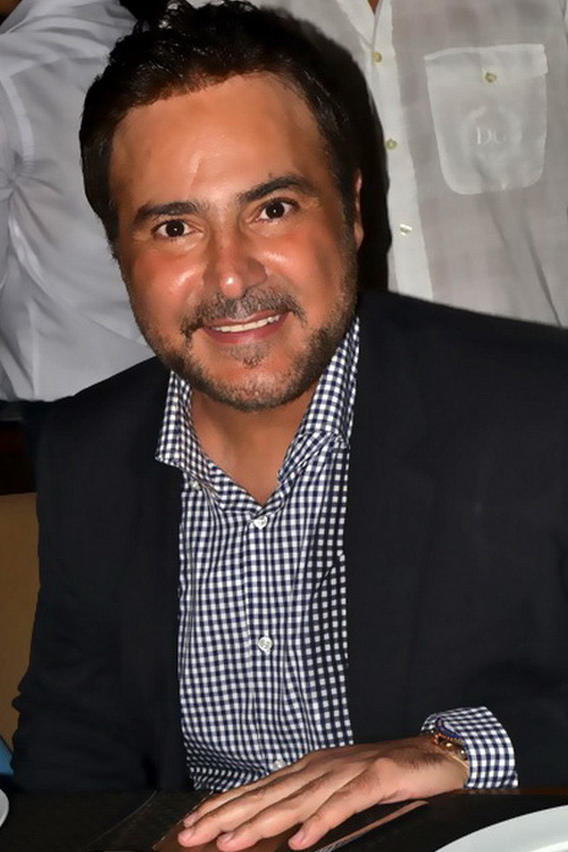
Assi El Helani coach saisons 1-4.
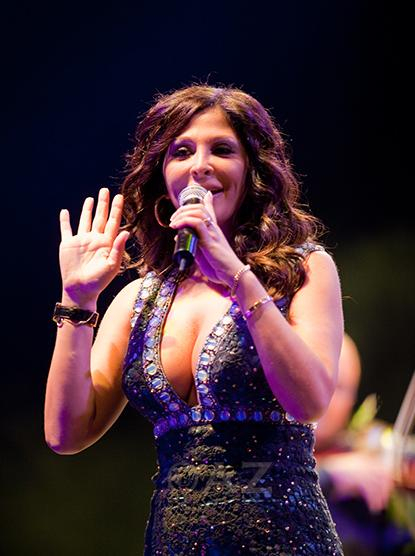
Elissar Zakaria Khoury, coache saison 4.

## Saison 5
Le 21 décembre 2019, le tunisien Mehdi Ayachi de l'équipe du coach Ragheb Alama (Liban) remporta la compétition de la saison 5. Il a chanté « Madrassat al hobb » de Kadhem Essaher et « Ardhouni Zouz Sbeya ». Les autres candidats étaient coachés par Ahlam (Émirats arabes unis), Samira Saïd (Maroc) et Mohamed Hamaki.  (Égypte),,.

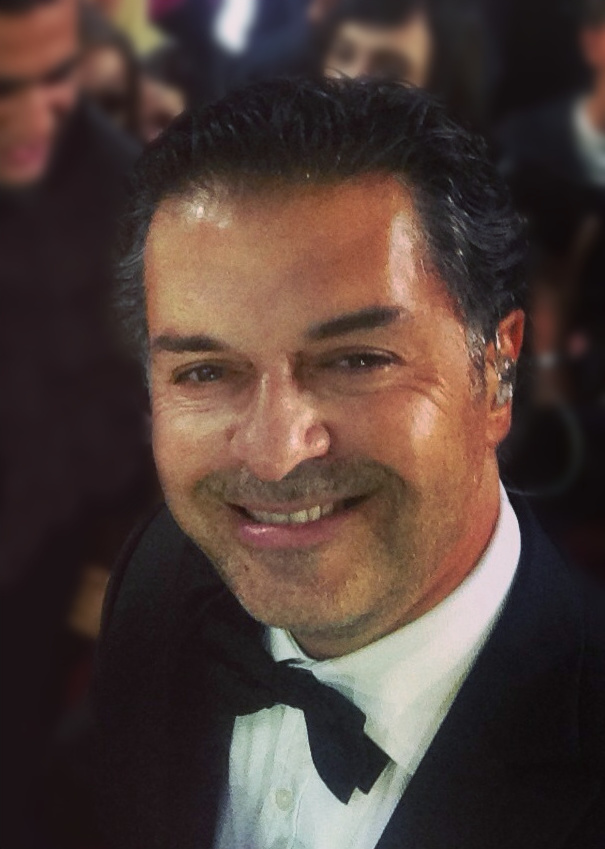
Ragheb Alama coach saison 5
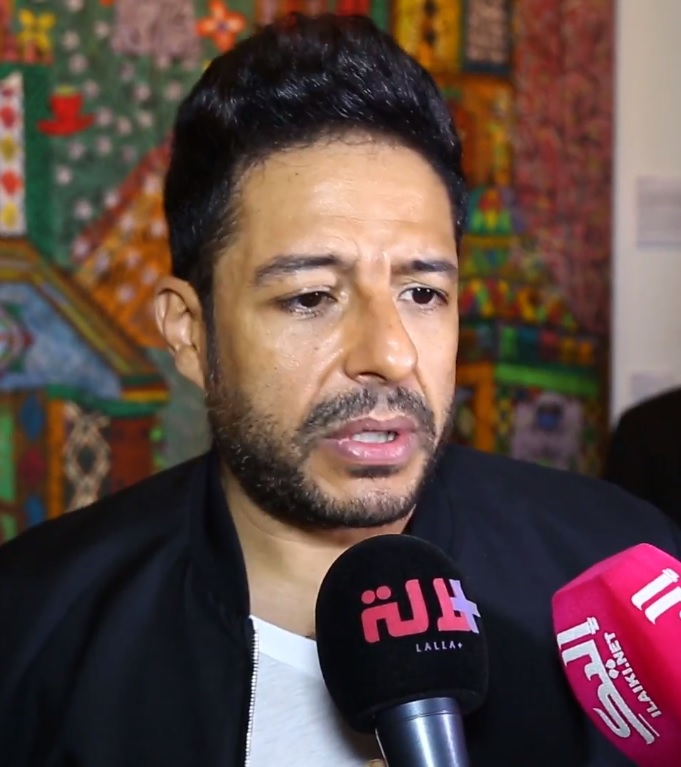
Mohamed Hamaki, coach saison 5[12].

## Participants
Le jury, regroupant quatre personnalités de la chanson en langue arabe, est composé de :
| Saisons         | Saisons | Saisons | Saisons | Saisons | Saisons | Saisons |
| Coach           | 1       | 2       | 3       | 4       | 5       | 6       |
| --------------- | ------- | ------- | ------- | ------- | ------- | ------- |
| Saber Rebaï     |         |         |         |         |         |         |
| Kadhem Saher    |         |         |         |         |         |         |
| Sherine         |         |         |         |         |         |         |
| Assi Al Hillani |         |         |         |         |         |         |
| Elissa          |         |         |         |         |         |         |
| Ahlam           |         |         |         |         |         |         |
| Mohamed Hamaki  |         |         |         |         |         |         |
| Samira Saïd     |         |         |         |         |         |         |
| Ragheb Alama    |         |         |         |         |         |         |

LE JURY
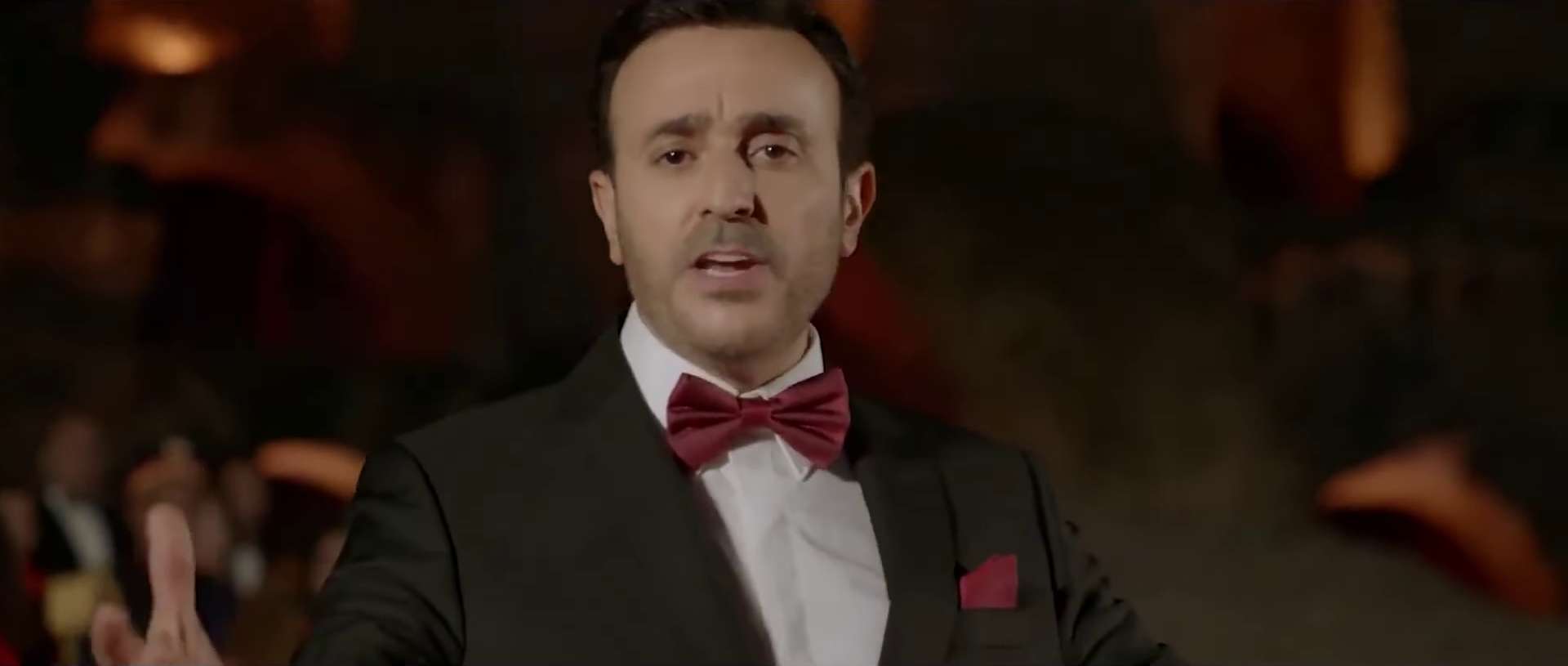
Saber Rebaï
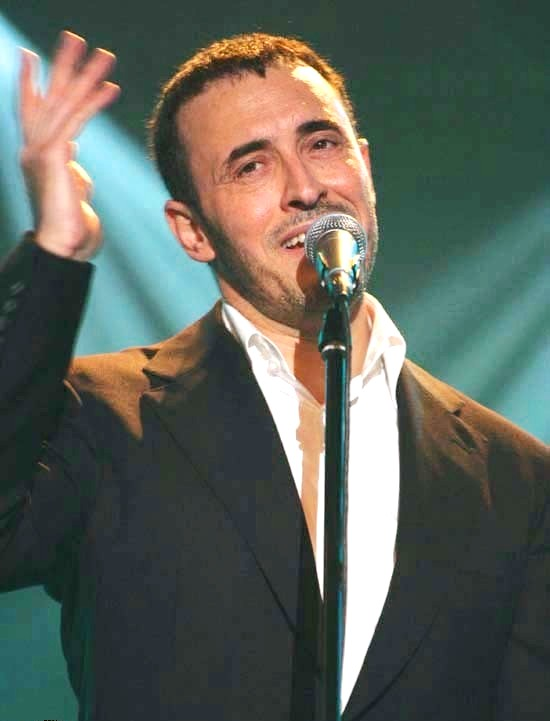
Kadhem Saher
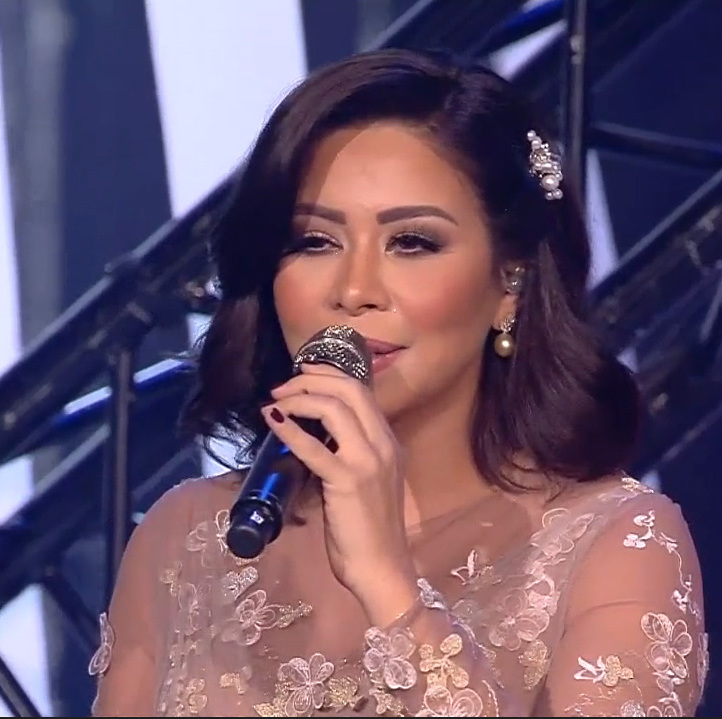
Sherine
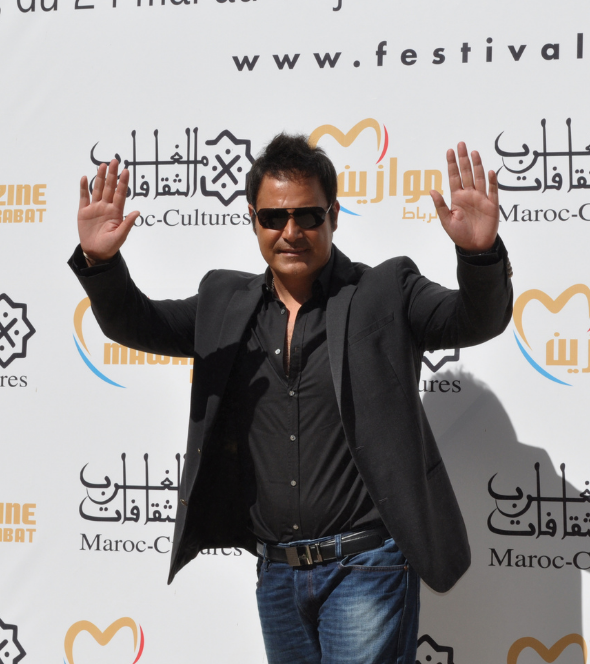
Assi Al Hillani
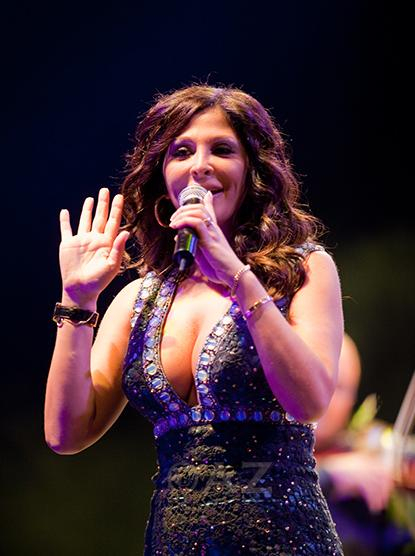
Elissa
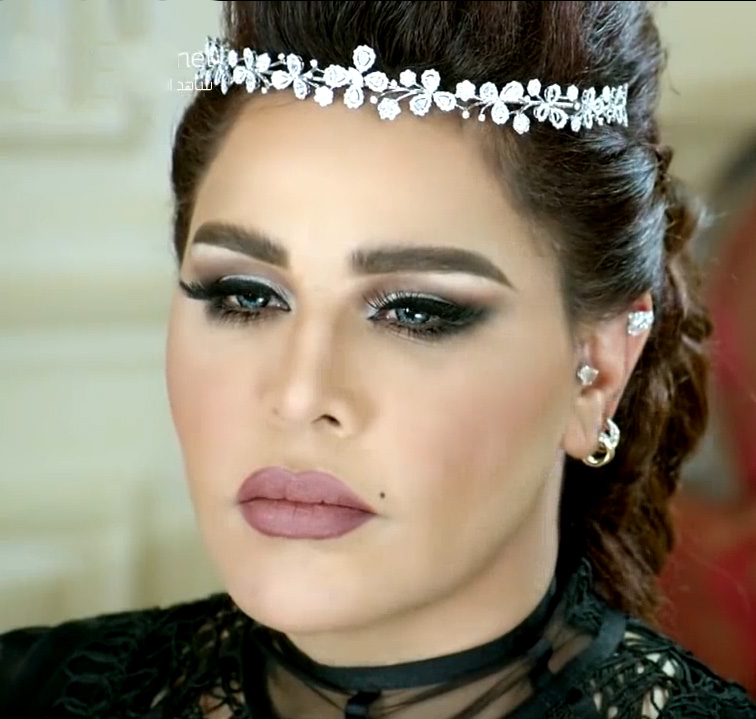
Ahlam
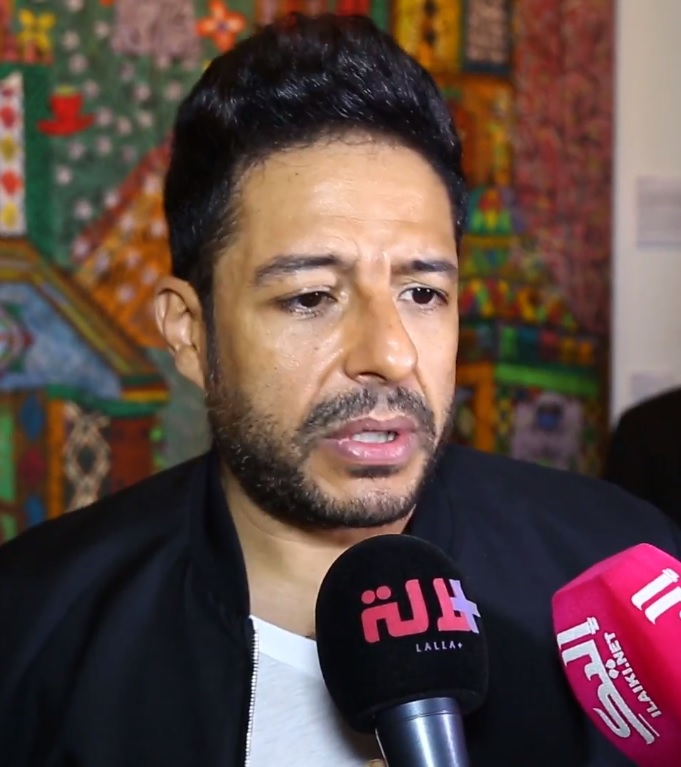
Mohamed Hamaki
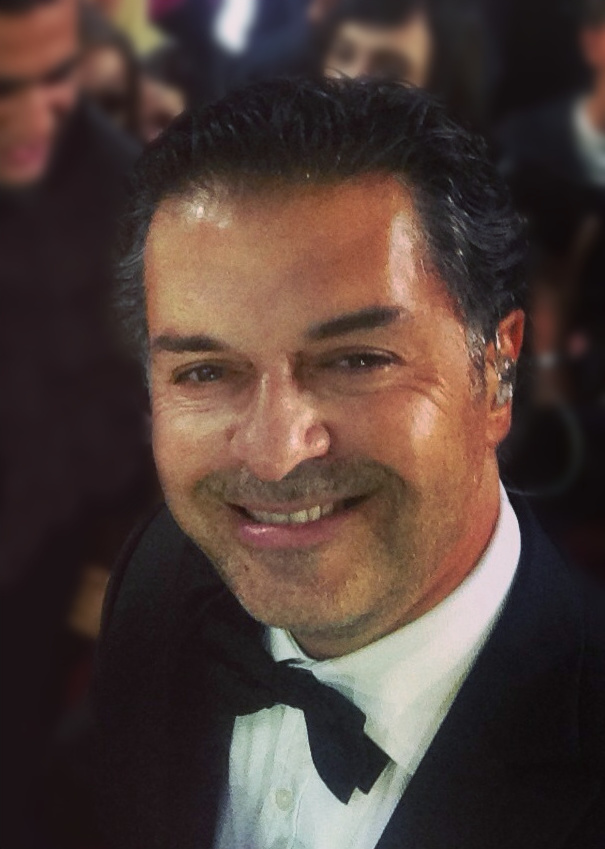
Ragheb Alama

### Résumé des saisons
- Équipe Saber
- Équipe Kadhem
- Équipe Sherine
- Équipe Assi

- Équipe Elissa
- Équipe Ahlam
- Équipe Mohamed
- Équipe Samira

- Équipe Raghed

| Saison | Chaîne        | Première          | Finale           | Vainqueur      | Deuxième          | Troisième    | Autres finalistes | Coach gagnant        | Présentateurs   | Présentateurs  | Présentateurs  | Ordre des chaises des coachs | Ordre des chaises des coachs | Ordre des chaises des coachs | Ordre des chaises des coachs |
| Saison | Chaîne        | Première          | Finale           | Vainqueur      | Deuxième          | Troisième    | Autres finalistes | Coach gagnant        | Principal       | Principal      | Coulisses      | 1                            | 2                            | 3                            | 4                            |
| ------ | ------------- | ----------------- | ---------------- | -------------- | ----------------- | ------------ | ----------------- | -------------------- | --------------- | -------------- | -------------- | ---------------------------- | ---------------------------- | ---------------------------- | ---------------------------- |
| 1      | LBCI et MBC 1 | 14 septembre 2012 | 14 décembre 2012 | Mourad Bouriki | Yosra Mahnouch    | Qusai Hatem  | Fareed Ghannam    | Assi Al Hillani      | Mohammad Kareem | Arwa Goudeh    | Nadine Njeim   | Kadhem                       | Sherine                      | Saber                        | Assi                         |
| 2      | LBCI et MBC 1 | 28 décembre 2013  | 29 mars 2014     | Satar Saad     | Hala Al Quasser   | Simour Jalal | Wahm              | Kadhem Saher         | Mohammad Kareem | Arwa Goudeh    | Nadine Njeim   | Kadhem                       | Sherine                      | Saber                        | Assi                         |
| 3      | MBC 1         | 27 septembre 2015 | 26 décembre 2015 | Nedaa Sharara  | Hamza Al Fadlaoui | Ali Youssef  | Christine Saïd    | Sherine Abdel Wahhab | Aimée Sayah     | Moemen Nur     | —              | Kadhem                       | Sherine                      | Saber                        | Assi                         |
| 4      | MBC 1         | 10 février 2018   | 12 mai 2018      | Doumouh Tahsin | Issam Sarhan      | Yusuf Sultan | Hela Melki        | Ahlam                | Nardine Farag   | Badr Al Zaidan | Moemen Nur     | Assi                         | Ahlam                        | Elissa                       | Mohamed                      |
| 5      | MBC 1         | 21 septembre 2019 | 21 décembre 2019 | Mehdi Ayachi   | Fahd Mouftakhir   | Iman Ghani   | Radwan Al Asmar   | Ragheb Alama         | Nardine Farag   | —              | Badr Al Zaidan | Mohamed                      | Ahlam                        | Ragheb                       | Samira                       |

| Saison | Période                         | Vainqueur       | Autres finalistes                               | Coach vainqueur | Autres coaches                           |
| ------ | ------------------------------- | --------------- | ----------------------------------------------- | --------------- | ---------------------------------------- |
| 1      | 14 septembre – 14 décembre 2012 | Mourad Bouriki  | Farid Ghannam Qusai Hatem Yosra Mahnouch        | Assi Al Hillani | Kadhem Saher Saber Rebaï Sherine         |
| 2      | 28 décembre 2013 – 29 mars 2014 | Sattar Saad     | Hala Al Qasser Simour Jalal Wahm                | Kadhem Saher    | Assi Al Hillani Saber Rebaï Sherine      |
| 3      | 27 septembre – 26 décembre 2015 | Nedaa Sharara   | Ali Yousef Christine Said Hamza Al Fadlaoui     | Sherine         | Assi Al Hillani Kadhem Saher Saber Rebaï |
| 4      | 10 février – 12 mai 2018        | Domouh Tahssine | Issam Serhan Youssef Sultan Hala Malki          | Ahlam           | Mohamed Hamaki Assi Al Hillani Elissa    |
| 5      | 21 septembre – 21 décembre 2019 | Mehdi Ayachi    | Fahd Mouftakhir Redwan el Asmar Eman Abdelghani | Ragheb Alama    | Mohamed Hamaki Samira Saïd Ahlam         |
| 6      | 2023                            | TBA             | TBA TBA                                         | Mohamed Hamaki  | Ragheb Alama Samira Saïd Ahlam           |

## Les coaches
- Ragheb Alama - chanteur libanais de pop (depuis la saison 5)
- Mohamed Hamaki - chanteur égyptien de pop (depuis la saison 4)
- Ahlam - chanteuse émirienne de musique du golfe (depuis la saison 4)
- Samira Saïd - chanteuse marocaine de pop (depuis la saison 5)
- Assi Al Hillani - chanteur libanais (de la saison 1 à 4)
- Kadhem Saher - chanteur, compositeur et poète irakien (de la saison 1 à 3)
- Sherine - chanteuse de pop et actrice égyptienne (de la saison 1 à 3)
- Saber Rebaï - chanteur et compositeur tunisien (de la saison 1 à 3)
- Elissa - chanteuse libanaise de pop (saison 4)

| Coachs          | Saisons | Saisons | Saisons | Saisons | Saisons | Saisons |
| Coachs          | 1       | 2       | 3       | 4       | 5       | 6       |
| --------------- | ------- | ------- | ------- | ------- | ------- | ------- |
| Saber Rebaï     |         |         |         |         |         |         |
| Kadhem Saher    |         |         |         |         |         |         |
| Sherine         |         |         |         |         |         |         |
| Assi Al Hillani |         |         |         |         |         |         |
| Elissa          |         |         |         |         |         |         |
| Ahlam           |         |         |         |         |         |         |
| Mohamed Hamaki  |         |         |         |         |         |         |
| Samira Saïd     |         |         |         |         |         |         |
| Ragheb Alama    |         |         |         |         |         |         |

## Palmarès
| Saison | Chaine télé | Vainqueur      | Seconde place     | Troisième place | Quatre places  | Présentateurs  | Présentateurs | Présentateurs | Coachs (ordre) | Coachs (ordre) | Coachs (ordre) | Coachs (ordre) |
| Saison | Chaine télé | Vainqueur      | Seconde place     | Troisième place | Quatre places  | Plateau        | Plateau       | Coulisses     | 1              | 2              | 3              | 4              |
| ------ | ----------- | -------------- | ----------------- | --------------- | -------------- | -------------- | ------------- | ------------- | -------------- | -------------- | -------------- | -------------- |
| 1      | MBC 1       | Mourad Bouriki | Yosra Mahnouch    | Qusai Hatem     | Fareed Ghannam | Mohamed Kareem | Arwa Goudeh   | Nadine Njeim  | Kadhem         | Sherine        | Saber          | Assi           |
| 2      | MBC 1       | Satar Saad     | Hala Al Quasser   | Simour Jalal    | Wahm           | Mohamed Kareem | Arwa Goudeh   | Nadine Njeim  | Kadhem         | Sherine        | Saber          | Assi           |
| 3      | MBC 1       | Nedaa Sharara  | Hamza Al Fadlaoui | Ali Youssef     | Christine Saïd | Aimée Sayah    |               |               | Kadhem         | Sherine        | Saber          | Assi           |

| Saison | Période                         | Vainqueur       | Autres finalistes                               | Coach vainqueur | Autres coaches                           | Chaîne     |
| ------ | ------------------------------- | --------------- | ----------------------------------------------- | --------------- | ---------------------------------------- | ---------- |
| 1      | 14 septembre – 14 décembre 2012 | Mourad Bouriki  | Farid Ghannam Qusai Hatem Yosra Mahnouch        | Assi Al Hillani | Kadhem Saher Saber Rebaï Sherine         | LBCI MBC 1 |
| 2      | 28 décembre 2013 – 29 mars 2014 | Sattar Saad     | Hala Al Qasser Simour Jalal Wahm                | Kadhem Saher    | Assi Al Hillani Saber Rebaï Sherine      | LBCI MBC 1 |
| 3      | 27 septembre – 26 décembre 2015 | Nedaa Sharara   | Ali Yousef Christine Said Hamza Al Fadlaoui     | Sherine         | Assi Al Hillani Kadhem Saher Saber Rebaï | MBC 1      |
| 4      | 10 février – 12 mai 2018        | Domouh Tahssine | Issam Serhan Youssef Sultan Hala Malki          | Ahlam           | Mohamed Hamaki Assi Al Hillani Elissa    | MBC 1      |
| 5      | 21 septembre – 21 décembre 2019 | Mehdi Ayachi    | Fahd Mouftakhir Redwan el Asmar Eman Abdelghani | Ragheb Alama    | Mohamed Hamaki Samira Saïd Ahlam         | MBC 1      |
| 6      | 2023                            | TBA             | TBA TBA                                         | Mohamed Hamaki  | Ragheb Alama Samira Saïd Ahlam           | MBC 1      |